# Mazanowo (Rosja)
Mazanowo (ros. Мазаново) – wieś w Rosji, w obwodzie amurskim, w rejonie mazanowskim. W 2010 liczyła 719 mieszkańców.